# Policefalia

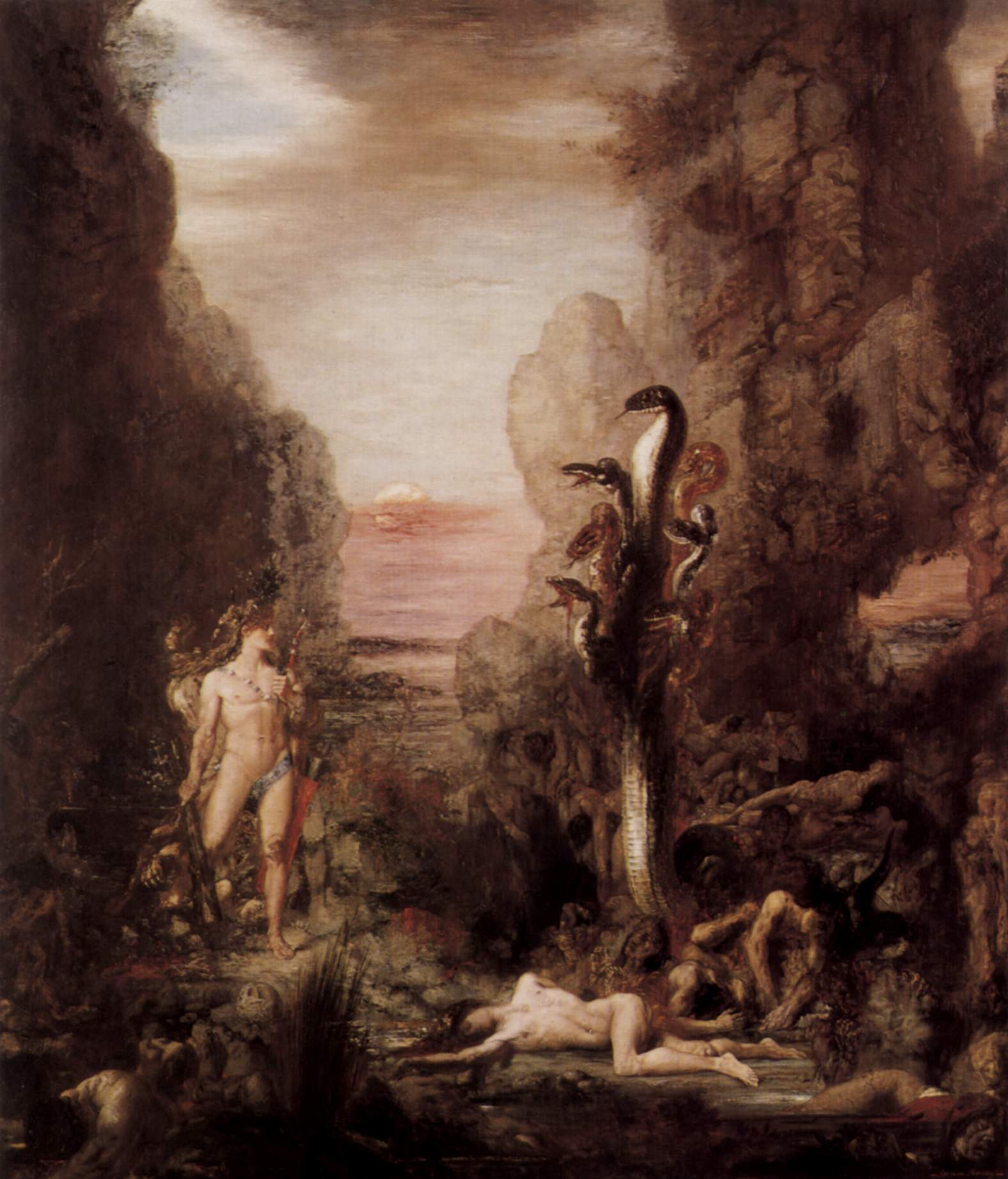
Heracles y la Hidra de Lerna por Gustave Moreau: La Hidra es tal vez el animal mitológico más conocido con múltiples cabezas, también popularizado con varios ajustes en fantasías.

Policefalia es la condición de poseer más de una cabeza. El término se deriva de las palabras poly que significa 'muchas' y de kephal que significa "cabeza" y abarca otros términos como bicefalia y dicefalia (ambos se refieren al hecho de poseer dos cabezas). Una variación de este caso es un animal nacido con dos caras en una sola cabeza, una condición conocida como diprosopia. En términos médicos estos son todos enfermedades congénitas cefálicas.
Hay muchas incidencias de animales con múltiples cabezas, tanto en la vida real así como en la mitología. En la armería y vexilología, el águila bicéfala es un símbolo común, aunque no se sabe si tal animal alguna vez pudo haber existido.
Los animales bicéfalos o tricéfalos son, en conjunto, el único tipo de criaturas con múltiples cabezas vistas en el mundo real y son formados por el mismo proceso que los gemelos siameses: todos ellos son el resultado de la unión secundaria de dos discos embrionarios monocigóticos originalmente separados. Un ejemplo extremo de esto, es la condición del craniopagus parasiticus, por el que un cuerpo completamente desarrollado tenga una cabeza gemela parásita unida al cráneo.

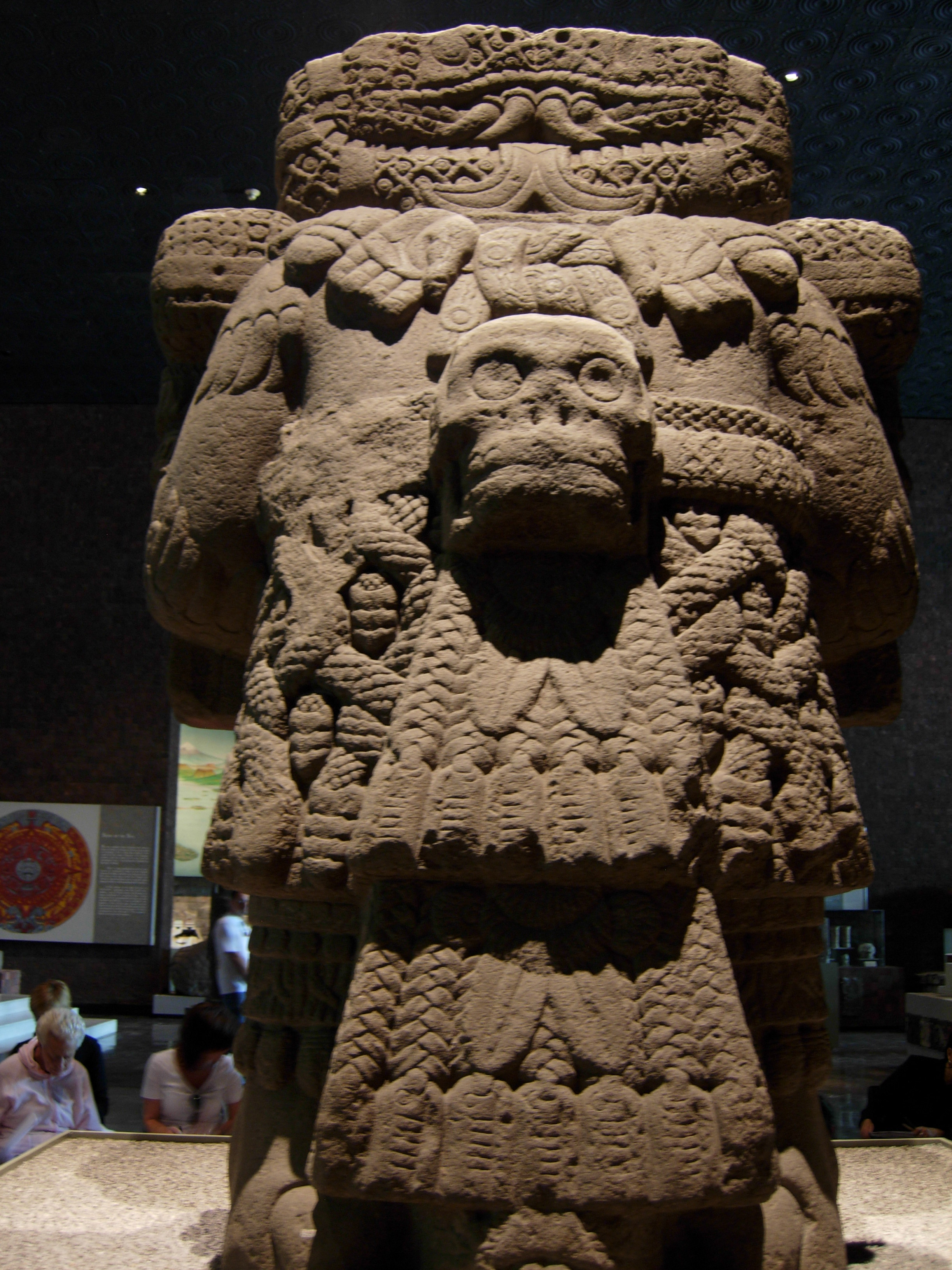
Coatlicue es una deidad bicéfala de la mitología mexica

## Acontecimientos

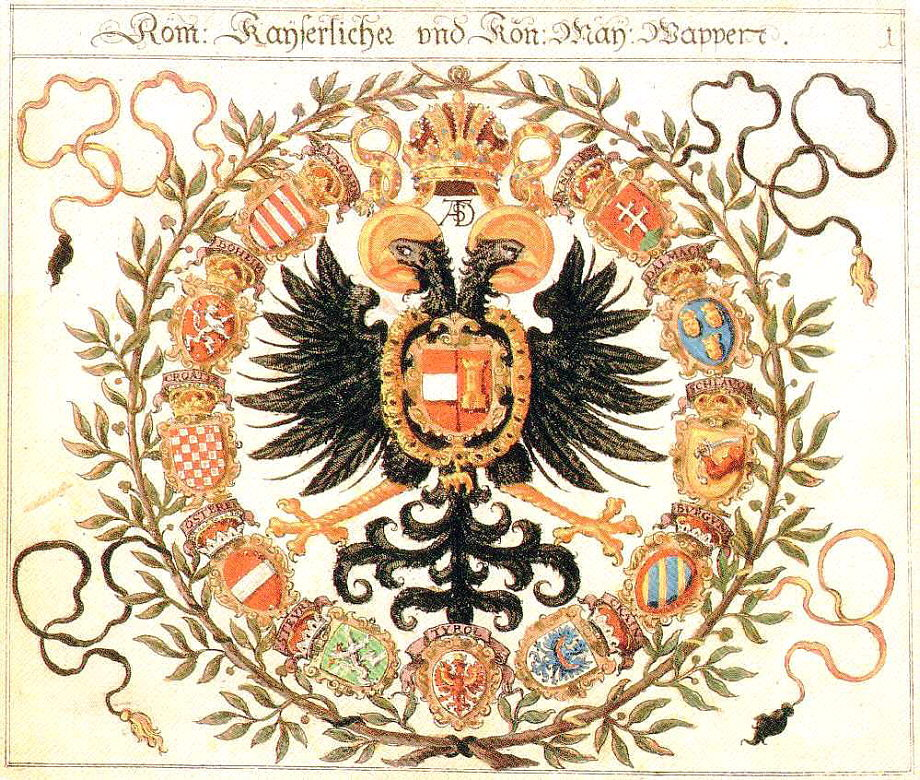
Escudo Imperial de Carlos I de España y V de Alemania: En la heráldica es muy común el uso del águila bicéfala.

Las personas y animales de dos cabezas, a pesar de su rareza, han sido conocidos, para dar muestra de su existencia y se han documentado durante mucho tiempo. Los "Hermanos escoceses" era siameses, a quienes se les alegaba dicefalia, nacidos en 1460 (la fecha exacta varía). Se han documentado a gemelos siameses humanos, muy pocos del tipo dicefálico, desde el año 945.

### Novedad y estudio
Los animales policefálicos atraen a menudo titulares en las noticias locales cuando son encontrados. Los animales de dos cabezas más comúnmente observados son tortugas y serpientes. Otras especies con incidencias de dos cabezas que se conozcan incluyen a ganado, ovejas, cerdos, gatos, perros, y peces. En 1894, una perdiz de dos cabezas fue reportada en Boston, Massachusetts. Era notable como un animal dicéfalo podía sobrevivir en la edad adulta con dos cabezas perfectas. Los científicos han publicado en diarios modernos sobre la disección de tales animales desde por lo menos los años 1930. Un periódico en 1929 estudió la anatomía de un gatito de dos cabezas.
Los animales policefálicos,por su rareza, son un tema de novedad. "We", una serpiente albina nacida en cautiverio en el año 2000, fue programada para ser subastada en eBay con un precio previsto en $150.000 (alrededor de £87,000), aunque su política de no comercio de animales vivos previno la venta. El 31 de enero del 2006, el World Aquarium anunció que "We" fue adoptado por la Corporación Nutra Pharma, una compañía de biotecnología que creaba tratamientos usando veneno y toxinas modificadas de cobra. "We" murió de causas naturales a la edad de ocho años en junio de 2007.
Los animales de campo nacidos con dos cabezas viajan a veces como espectáculo por las ferias de los condados en EE. UU. Muchos museos de historia natural contienen animales de dos cabezas preservados. El Museo de Lausana en Lausana, Suiza, y el Museo de Ripley, ¡aunque usted no lo crea! en Gatlinburg, Tennessee, tiene colecciones de animales de dos cabezas preservados.

### Anatomía y aptitud

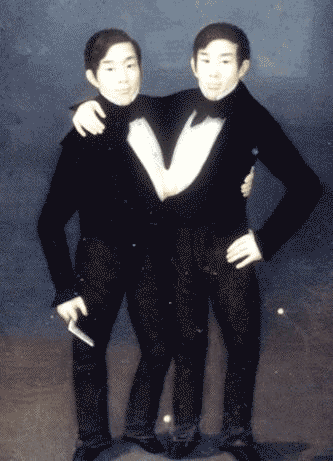
Un retrato de Chang y Eng Bunker, alrededor de 1836.

Cada cabeza de un animal policefálico tiene su propio cerebro, y comparten de alguna manera el control de los órganos y miembros, aunque la estructura específica de las conexiones varían. Los animales se mueven a menudo de una manera desorientada y mareada, con los cerebros "debatiendo" el uno con el otro; algunos animales simplemente zigzaguean sin conseguir llegar a ningún lugar. Las cabezas de las serpientes policefálicas pueden atacarse e incluso intentar tragarse entre sí. Así, los animales policefálicos raramente sobreviven en la vida salvaje en comparación con los animales monocefálicos normales.
La mayoría de las serpientes de dos cabezas viven solamente por algunos meses, aunque algunas, que se han reportado, pueden vivir una vida completa e incluso se han reproducido con un descendiente nacido con total normalidad. Una serpiente albina negra de dos cabezas, con las gargantas y los estómagos separados, sobrevivió por 20 años. "We", la serpiente albina de rata de dos cabezas, sobrevivió en cautiverio por 8 años. Existe cierta especulación que la endogamia de serpientes en cautiverio aumenta las ocasiones de un nacimiento con esta anomalía.
Un famoso caso moderno es el de los gemelas humanas dicefálicas Abigail y Brittany Hensel, nacidas en 1990. Las gemelas tienen dos cabezas, dos corazones, tres pulmones, y dos médulas espinales, y comparten los otros órganos. Cada gemela controla los miembros en su respectivo "lado", y con coordinación pueden caminar, correr, e incluso tocar el piano.

### ¿Uno o dos animales?
Es difícil dibujar la línea entre qué se considera "un animal con dos cabezas" o "dos animales que comparten un mismo cuerpo". Con respecto a los seres humanos, se consideran a los gemelos siameses dicéfalos tales como Abigail y Brittany Hensel "gemelas", es decir, dos individuos. Esto tiene sentido pues hay una gama de formas de siameses, y los gemelos siameses no dicéfalos pueden ser separables con cirugía, como es el caso de Chang y Eng Bunker. Aunque las gemelas Hensel tengan solamente un par de brazos y piernas, cada gemela controla una "parte" de los miembros del cuerpo único. Por otra parte, a Syafitri, nacida en el año 2006 en Indonesia, sus padres le dieron un solo nombre porque tenía solamente un corazón. Con otros animales, policefalia se describe generalmente como "un animal con dos cabezas". Una de las cabezas, especialmente en animales de tres cabezas, puede estar "mal desarrollada" o "malformada", y no "participa" mucho.